# ビロードモウズイカ
ビロードモウズイカ（学名: Verbascum thapsus）はヨーロッパおよび北アフリカとアジアに原産するゴマノハグサ科モウズイカ属の植物である。アメリカとオーストラリア、日本にも帰化している。
ビロードモウズイカは、大きな葉のロゼットから伸長した長い花穂に黄色い小花を密集し、高さ2メートル以上にもなる毛深い二年生植物である。
この植物は、多様な環境で成長できるが、どちらかと言えば日当りのよい攪乱された土壌を好む。そのような場所では、大地が光を受ければすぐに、その場所の土壌シードバンクに存在していた寿命の長い種子から成長することができる。
ビロードモウズイカは、豊富に生産される種子によって広がる普通な雑草であるが、種子の発芽には開けた土地を必要とするため、攻撃的な外来種となることはほとんどない。
この植物は、非常に競合的な種というわけではなく、他の植物の陰に耐性がなく、耕起後に生き延びることもできないので、大部分の農作物に対しては大した害にならない。
ビロードモウズイカはまた、多種の昆虫に対する宿主でもあり、それらの昆虫のいくつかは他の植物の害虫となり得る。個々のビロードモウズイカを手で引き抜くことは簡単だが、個体群を恒久的に排除することは困難である。
ビロードモウズイカは伝統医療において収斂作用や皮膚湿潤作用を持つ薬草として広汎に利用される。とりわけ、咳や呼吸器の病気や症状に対して利用されるが、また肌の多様な疾患に対する外用薬としても利用される。また、染料や松明を作るためにも使われた。

## 特徴

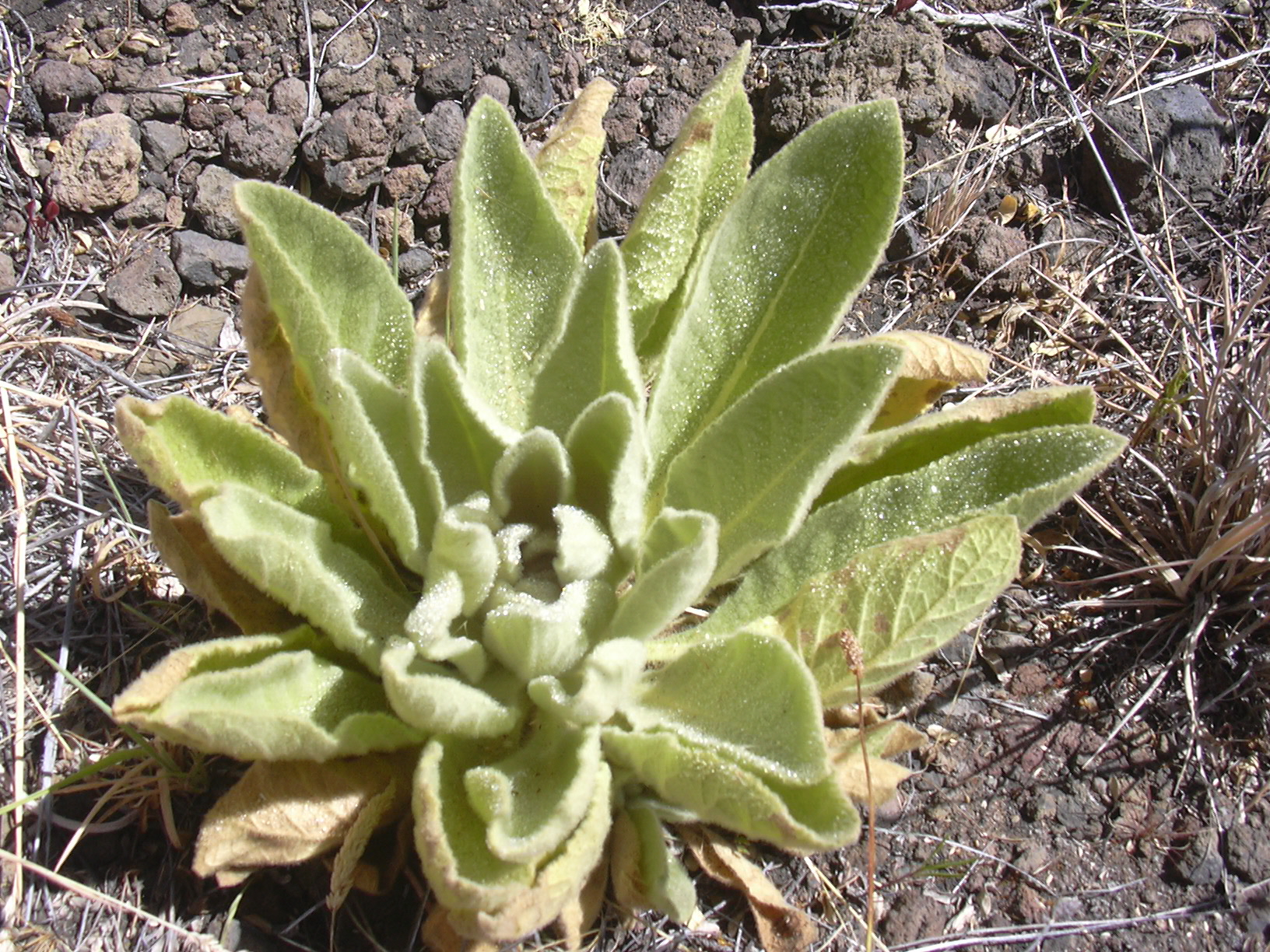
ビロードモウズイカのロゼット。ハワイにて

ビロードモウズイカは、通常、二年生の双子葉植物であり、生活史における最初の年は葉のロゼットを生成する。
葉は大きく、長さ50cmに達する。二年目の植物は通常、高さ1〜2m程度で分岐しない単独の花茎をつける。中国東部では1.5m程度になることが報告されている。
この棒状の花茎の先端部は、花を密に付ける花穂になっている。花穂は花茎の長さの半分を占めていることもある。この植物のすべての部分は星型の毛状突起で覆われている。。この毛は特に葉で密であり、葉に銀色の外見を与えている。この植物の染色体数は2n= 36である。
開花中のビロードモウズイカでは、葉がこの花茎を旋回状に取り巻いている。葉は厚く、葉柄部は茎に沿って翼状に下に流れる(沿下する)。茎の上方と下方の葉の間には、長楕円形から倒披針型まで多様な形態がある。葉の長さは50cm、幅は14cmに達する。茎が伸びるにつれて上方の葉ほど小型になり、花茎への強い沿下も減少する。
花茎は単体で、太さ2-2.5 cm。時として(通常は末端が損傷した場合に)花序のちょうど下から分岐する。
通常、茎と果実は、固く乾燥して濃い茶色に乾いた茎茎に卵型の乾いた莢膜が密につまった構造を保ちながら、開花および種子散布後までも、冬の間ずっと、時には翌春まで、あるいは翌夏までさえそのままの姿で残っている。この植物の主根は浅い。

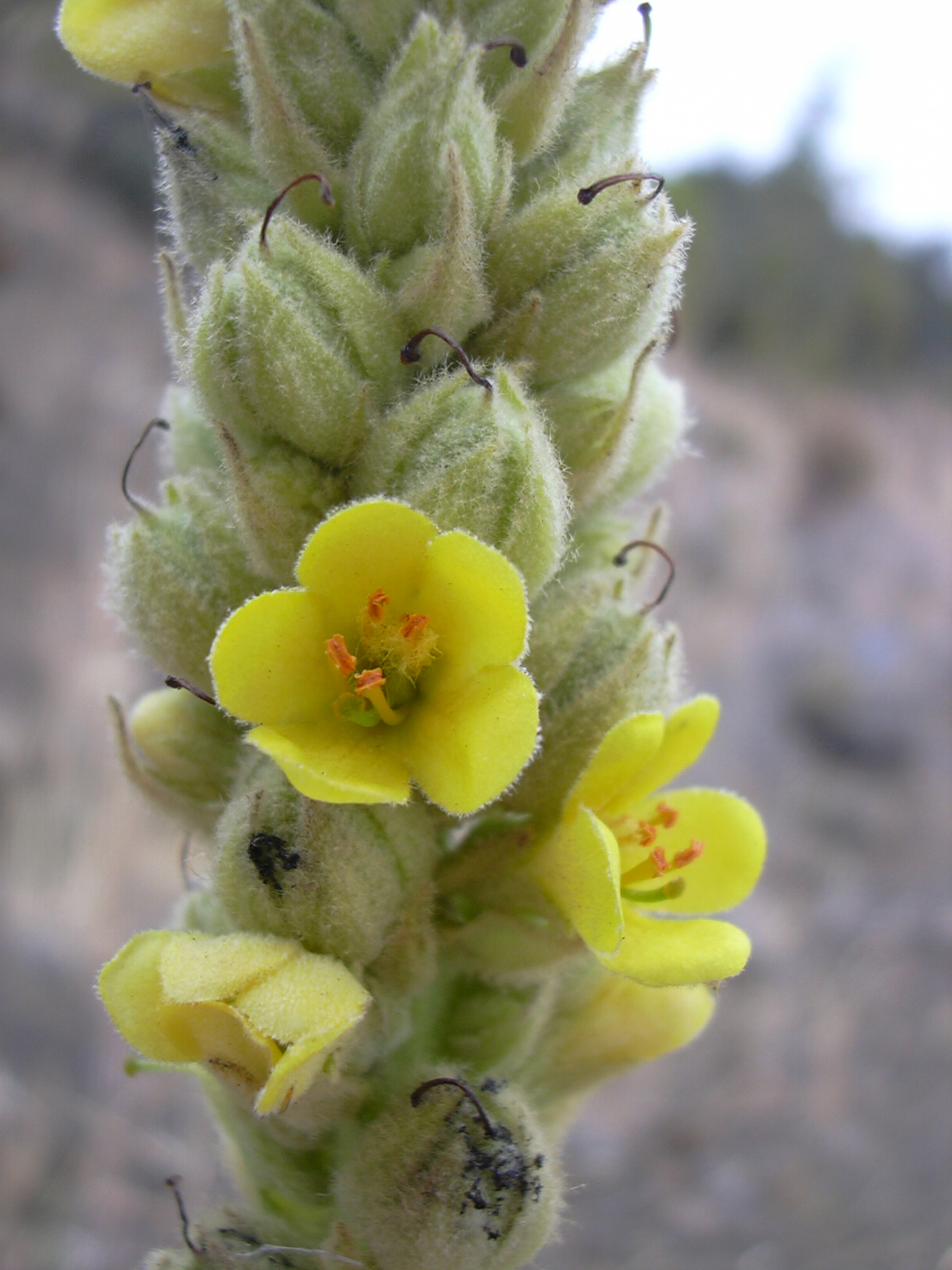
花のクローズアップ

花は、5浅裂した萼筒と5裂した花冠、および花弁に合着した5本の雄蘂を持つ合弁花であり、花弁は明るい黄色で直径1.5–3 cm。花は長さ2mm程度の非常に短い花柄を持ち、ほとんど無柄。5本の雄蘂には二つの型がある。上方3本の雄蘂はより短く、花糸は黄色または白っぽい毛に覆われ、より小さい葯を持つ。下方の二つの雄蘂は無毛の花糸とより大きい葯を持つ。
果実は、二つの裂片に裂開する約6mmの小さな楕円形の蒴果であり、各室には多数の茶色い微小な(1mm以下の) 縦筋のある種子を含んでいる。
白い花の変種(V. thapsus f. candicans)が発生することが知られている。花は初夏から晩夏にかけて（北ヨーロッパであれば6月から最盛期の8月にかけて）約3か月咲きつづける。花期の長さは花茎の長さに関連し、背の高い花茎は9月下旬から10月上旬まで咲きつづける。
花は花穂の下から咲き始め、不規則に上の方に進行していく。各花は花茎を取り巻く数個の花だけが同時に、一日の一部だけ開花する。

## 分類学
植物学の命名法に則って、ビロードモウズイカは、カール・フォン・リンネにより、1753年に刊行された彼の著書Species Plantarumに初めて命名・記載された。
この種小名"thapsus"は、テオプラストスにより、タプソス("θαψοζ")として、初めて使われた。この名は（しばしば古代チュニジアの都市タプススと同一視されがちだが）、現在のシチリア島のシラクサ付近にあった古代ギリシア植民地タプソスの名前であり、テオプラテスは、この地方から産出する種不明な薬草に対して、この名を使っていた。
もっと後の19世紀になって初めて発生した習慣である基準標本は、当時は規定されていなかった。選定基準標本（従来の標本の中から選ばれた基準標本）が指定されたときは、唯一のビロードモウズイカの標本として、リンネ植物標本集の標本242.1が割り当てられた
。
この種は最初からモウズイカ属の基準種に指定されていた。
ヨーロッパに分布するビロードモウズイカは表現型にかなりの多様性を呈し、それゆえ何年にも渡ってこの植物に多くのシノニムが付けられることになった。アメリカに導入された個体群の多様性は、それよりずっと少ない。
モウズイカ属の分類学は、Arthur Huber-Morath の仕事を別として、1930年代におけるSvante Samuel Murbeckによる一連のモノグラフ 以来、大きな改編はない。
Arthur Huber-Morath はイランからトルコにかけての植生におけるこの属をまとめる上で、多くの中間型を記載するために非公式の分類群を使った。しかし、Huber-Morathの分類群は分類学的なものではなかったので、Murbeckのモノグラフは一般的に利用できる最新のものである。なぜならば、現在のところ、分子や遺伝子のデータをこの属に対して幅広く適用すべく探索した研究がないためである。
Murbeckの分類において、ビロードモウズイカはクロモウズイカ(V. nigrum) , V. lychnitis、V. sinuatumなどの種と並んで、Bothrospermae節のFasciculata亜節（もしくは命名の選択に応じてモウズイカ節モウズイカ亜節）に配置されている
。

### 亜種と交雑種
| 雑種の学名                 | 片親             | 備考                                                      |
| -------------------------- | ---------------- | --------------------------------------------------------- |
| V. × duernsteinense Teyber | V. speciosum     |                                                           |
| V. × godronii Boreau       | V. pulverulentum |                                                           |
| V. × kerneri Fritsch       | V. phlomoides    |                                                           |
| V. × lemaitrei Boreau      | V. virgatum      |                                                           |
| V. × pterocaulon Franch.   | V. blattaria     |                                                           |
| V. × thapsi L.             | V. lychnitis     | シノニム V. × spurium W.D.J.Koch, may be a nomen ambiguum |
| V. × semialbum Chaub.      | V. nigrum        |                                                           |
| V. × humnickii Franchet    | V. densiflorum   |                                                           |
| none                       | V. pyramidatum   |                                                           |

通常は三種の亜種が認められる。
- V. thapsus subsp. thapsus; 本種の基準種であり、広く分布する。
- V. thapsus subsp. crassifolium (Lam.) Murb.; 地中海地域と南西オーストリアの標高2000mまで分布[30]。 (シノニム: subsp. montanum (Scrad.) Bonnier & Layens)
- V. thapsus subsp. giganteum (Willk.) Nyman; スペインの固有種。

基準種以外のすべての亜種においては、短い雄蘂もまた毛深い。
subsp. crassifoliumにおいては、毛の密度は低く、しばしば雄蘂の上方から無毛である。そして下方の葉はほとんど沿下せずより長い葉柄を持つ。subsp. crassifoliumは、基準種よりわずかに大きい直径15mm-30mmの花を付ける点でも異なる。基準種の花は直径12-20mmである。
subsp. giganteumにおいては、毛は密生する白い綿毛であり、下方の葉は強く沿下する。
subsp. giganteum と subsp. crassifoliumの両亜種は、もともとは別の種と考えられてきた。その形態的な多様性により、ビロードモウズイカは非常に多くの亜種が記載されてきた。
最近の改定では、著者はV. giganteumを残し、V. crassifoliumをシノニムとするようになっている。
この植物もまた、いくつかの交雑種の原種になる。(表参照)
これらのもっとも普通な種はV. × semialbum Chaub. (V. nigrumとの交雑種)である。ユーラシアにおいてはすべてが分布しており、V. × kerneri Fritsch, V. × pterocaulon Franch., V. × thapsi L. (シノニム:V. × spurium W.D.J.Koch), V. × humnickii Franchet,は北アメリカでも報告されている。

### 一般名称
ビロードモウズイカは多彩な呼び名で知られている。ヨーロッパの参考文献では"Great mullein"
、北アメリカでは"Common mullein"が使われる。
一方、テキサス、コロラド、ニューメキシコ、アリゾナを含むアメリカ中西部において、モウズイカは普通"Cowboy Toilet Paper"(カウボーイのトイレットペーパー)と呼ばれる。
19世紀には、この植物に対する英語の名称だけで40種以上もあり、その中にはいくつか風変わりなものも含まれていた。
例えば,"Hig candlewick", "Bullicks lungwort", "Adams-rod"(アダムの杖), "Hare's-beard"(ウサギの鬚)、"Ice-leaf"(氷の葉)、などである。
この植物の毛深さに注目した方言は数限りなくある。例えば、"Woolly"(ウール風), "Velvet"(ベルベット)、"Blanket"(毛布)、などの接頭語と"Mullein"を組み合わせた名前、あるいは、"Beggar's"(乞食の)、"Moses'"(モーゼの)、"Poor Man's"(貧者の)、"Our Lady's"(聖母マリアの)、"Old Man's"(老人の)、などの人物名称と"Blanket"(毛布)や"Feltwort"(フェルト)やその他のものの名称を組み合わせた名前 等である。
この植物の大きさや形を元にした名前として、"Shepherd's Club(s) (or Staff)"(羊飼いの棍棒(または杖)), "Aaron's Rod"(アロンの杖)(これは、例えばセイタカアワダチソウのような、背の高い花穂に黄色い花を群がり付ける他の植物に対しても使われる)
そして、他にも「何何の杖」は枚挙に暇がないくらい過剰にある。
"Velvet"あるいは "Mullein Dock" も記録されている。ただし"dock"とは一般的に広い葉を持つ植物に対して用いられるイギリスの呼び方である。
日本では「アイヌタバコ」「ニワタバコ」などの異名がある。

## 分布と生育地
ビロードモウズイカは、西はアゾレス諸島やカナリア諸島から東は中国西部まで、北はブリテン諸島、スカンジナビア、シベリアから南はヒマラヤまで、ヨーロッパ、北アフリカ、アジアを含む広汎な自然分布域を持つ。北ヨーロッパでは低地から標高1,850mまで 、中国では1,400–3,200mまで分布する。
それはまた、世界の温帯地域の隅々まで導入され、オーストラリア、ニュージーランド、熱帯アジア、レユニオン、北アメリカ、ハワイ、チリ、イスパニョーラ島、アルゼンチン、日本 などに雑草として帰化した。
アメリカでは18世紀

のごく初期に輸入され、薬用や毒流し漁のために栽培された。1818年には、アメリカの植物学者エイモス・イートン(Amos Eaton)がそれを自生種と考えていたほどアメリカ中に広がり始めていた
。
1839年にはすでにミシガンで、1876年にはカリフォルニアで記録されている。現在ではすべての州で普通に見られる。
カナダでは、沿海州だけでなく、南ケベック、オンタリオ、そして空白地帯を挟んでブリティッシュコロンビアで、もっとも普通である。
日本においては、明治時代初期に観賞用として導入された。現在では全国各地に溢出し、市街地から山間部の道端まで広く見られる。日本におけるビロードモウズイカの分布域は30以上の都道府県に及び、日本において「成功した帰化植物」の一つと考えられる。
ビロードモウズイカは裸地や荒地、一般には砂地や石灰質土壌の先駆植物としてもっとも頻繁に成育する。この植物は土手、草原、道路脇、伐採地、牧草地などを含む多様な環境で成育できるが、乾燥した砂礫土壌でもっともよく育つ。この広汎な環境での成長能力は適応力の幅広さというよりむしろ、強力な表現型の多様性に関連している。

## 生態

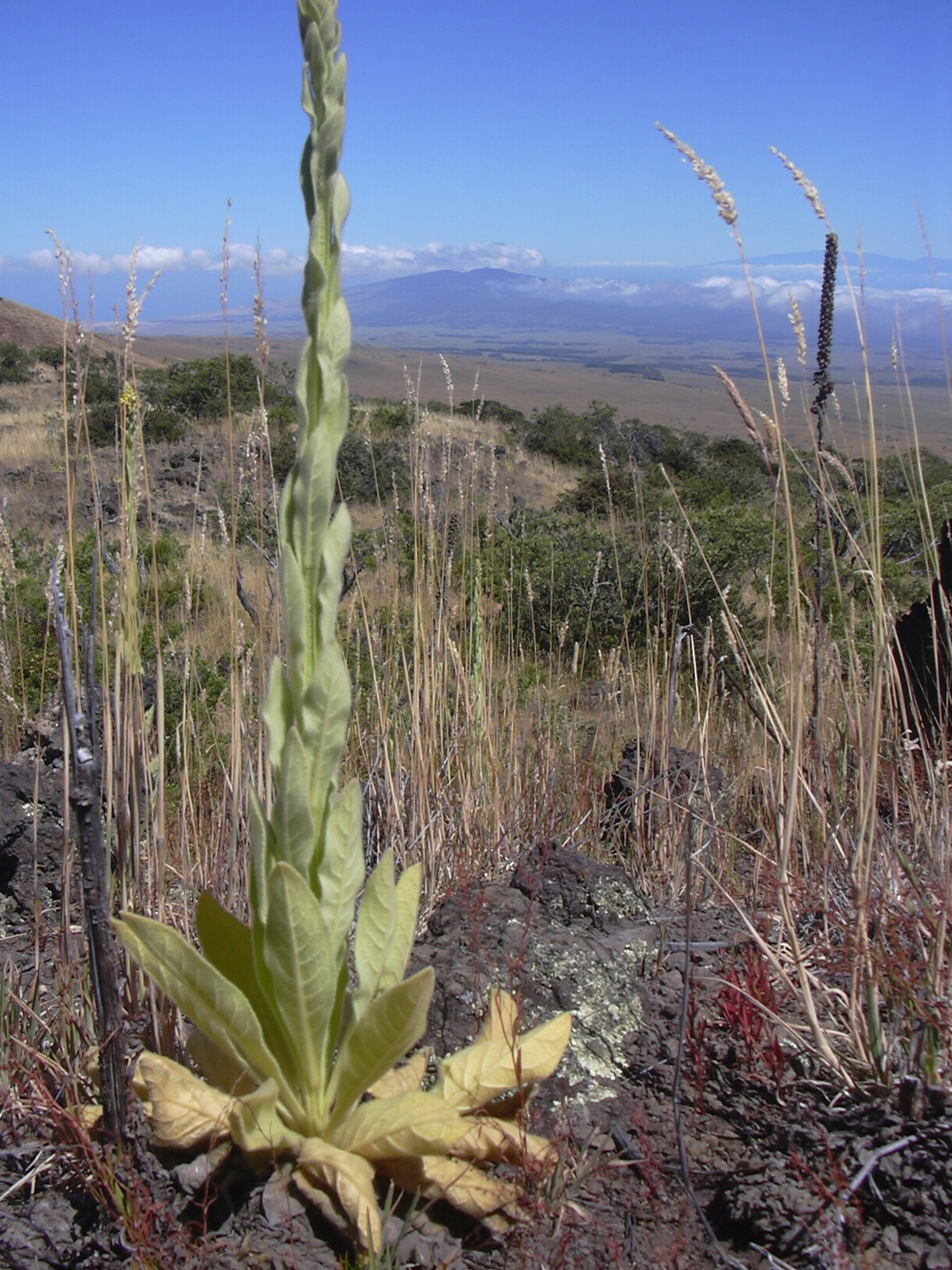
ビロードモウズイカは競合の少ない環境でもっともよく成長する

ビロードモウズイカは二年草で、一般的には花を付ける前に冬の休眠を必要とする 。この休眠は、低温により根におけるでんぷん質の分解が活性化されることにつながっている。そしてジベレリンの作用はこの必要性を回避する。
種子はほとんど裸地で、10℃から40℃の間でしか発芽しない。
もし適当な条件が満たされるならば、それらは真っ暗な中で発芽できる（試験では理想的な条件のもとで35%の発芽率が得られた）。野生状態においては、実際には光に晒されたとき、または土壌表面に非常に近いときのみ発芽する。この事実は、この植物の棲息環境の好みを説明する。一方でビロードモウズイカはいくらかの植物がすでに棲息しているような場所でも成長できるが、裸地の方がロゼットの成長は4倍から7倍以上も早い。
種子は春と夏に発芽する。秋に発芽した個体は、もし冬までに十分大きく成長すれば越冬するが、径15cmに満たないロゼットは冬に枯死する可能性が高い。通常は2年目の終わりに、開花した後に植物全体が枯死する。しかし一部の個体、特に分布域北部のものは、より長い成育期間を必要とし、3年目に開花する。一方、よりよい成育条件の元では、一部の個体は最初の年に開花する。三年生の個体は一年生や二年生のものより生産する種子が少ないことが見出されている。開花までの年数と植物の大きさは外部環境に関連しているが、他の大部分の性質は遺伝によると考えられる。
花は一日花であり、夜明け前に開花し、午後にはしぼむ。花は雌性先熟であり、多くの昆虫が訪花するものの、実際にはハナバチ類だけが有効なポリネーターである。花はまた自花受精も可能であり、日中に昆虫による受粉がなされないと自花受粉する。
ビロードモウズイカの花は6月末から8月が最盛期であり、暖地では9月から10月にも及ぶ。
訪花昆虫としては、コハナバチ科のハナバチ類やハナアブなどが含まれる。雄蘂下方の毛は訪花昆虫の足掛かりを提供するためのものと考えられる。

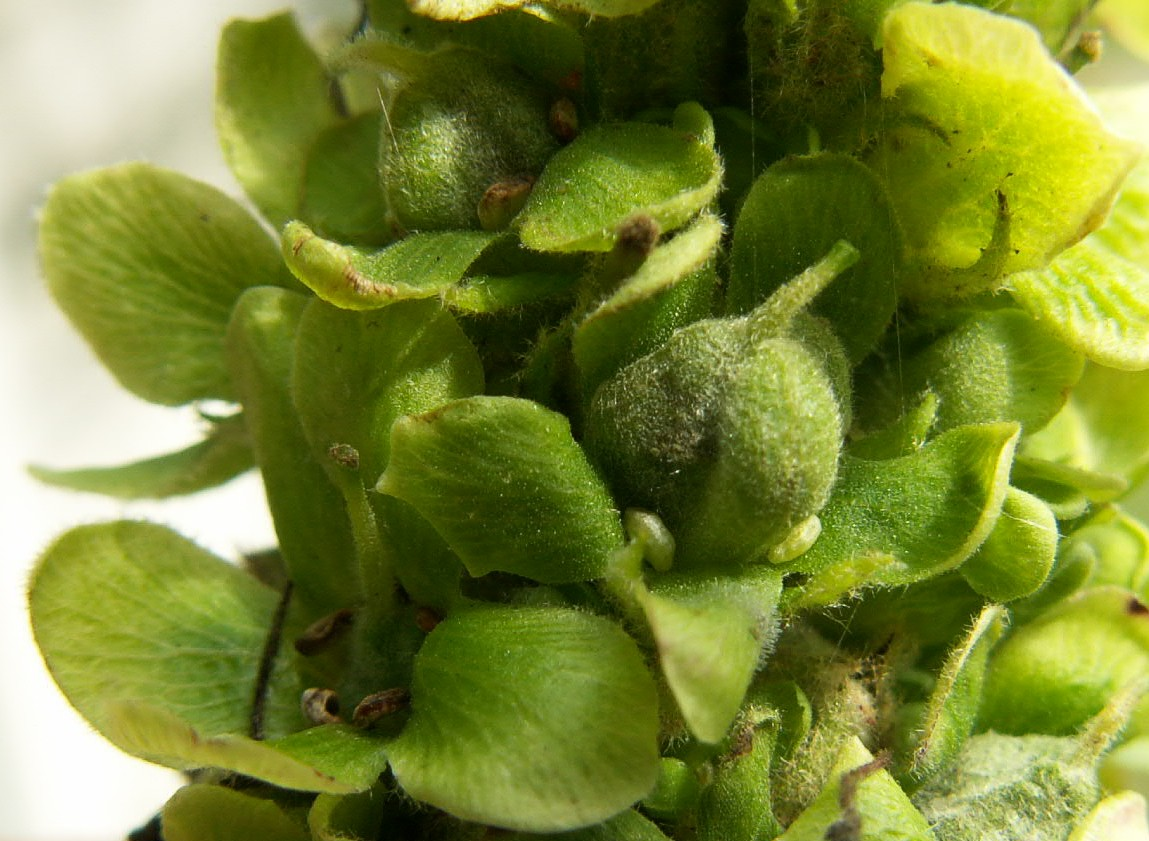
多数の微小な種子を含むビロードモウズイカの果実

いくつかの研究によると、種子は10年以上、時として100年以上もの間、発芽能力を保ち続ける。また、この植物は極端に大量の種子を生産する。各植物は数百もの果実をつけ、それぞれは700個以上の種子を含み、総計では18万個 から24万個 に及ぶ。これらの事実により、ビロードモウズイカの種子は長期間に渡って土壌シードバンクとしてその土地に保存され、一見すると何もない裸地から、あるいは以前の植物が死に絶えた山火事の後すみやかに、 突如として芽生えることができる。その個体数パターンは、種子として長い間の休眠に支えられた短命な成体による構成の典型的なものである。
ビロードモウズイカはヒトの手助けなしに新しい土地に広がることはほとんどない。なぜならその種子はそれほど遠くまで撒布されないためである。 種子散布のためには、花茎が風や動物の動きにより揺すられることが必要である。種子の75%は親植物の1m以内に散布され、93%は5m以内に落ちる。
ハキリバチ科Anthidium属のハチは、(多種の毛深い植物の中で特に)この植物の毛を巣を作るために利用する。
その種子はオウゴンヒワが利用する ことは報告されているとはいえ、一般的に鳥にとっては小さすぎるため、餌として利用されない。
他の鳥類では、葉を利用する（ハワイガン)、花を利用する(キムネハワイマシコ)?(Loxioides bailleui) 、あるいは、昆虫を採餌する資源としてこの植物を利用するシロガシラキツツキ などが報告されている。

## 農業への影響と抑制
栽培植物との競合はできないため、ビロードモウズイカはもはや深刻な農業雑草とは考えられておらず、耕作地からは簡単に駆除される。
ただし、カリフォルニア におけるシエラネバダ山脈東部の半乾燥地帯のような、そもそも植物が稀薄な場所においてはそうとも言えない。 そのような生態的条件のもとでは、ビロードモウズイカは在来種の植物を駆逐してしまう。それは、野火の後で発生する傾向があり、標準的な植生遷移も妨げる。農業上の脅威ではないものの、ビロードモウズイカを完全に根絶することは非常に困難であり、過放牧の牧草地において特に問題になる。
この植物はコロラド( Class C)、ハワイ 、オーストラリアのビクトリア州（西ギプスランド地域は禁止区域、その他いくつかにおいては抑制区域である)で、有害植物(en:noxious weed)としての指定を受けている。
ビロードモウズイカは、有害な生物も益虫も両方含む多数の昆虫や病原菌の宿主であるにもかかわらず、それ自身は農業雑草とはならない。それはまた、キュウリモザイクウイルス(Cucumber mosaic virus)、Erysiphum cichoraceum(ウリ科植物のうどん粉病)、ワタ根腐病の潜在的感染源でもある。
ある研究では、ビロードモウズイカを宿主とする昆虫が29の異なる科から見付かった。その害虫の主なものはミカンキイロアザミウマ (  Frankliniella occidentalis )、Lygus lineolarisのようなLygus属のカメムシ、およびハダニ科に含まれる多数のハダニ類である。これらの存在により、ビロードモウズイカは越冬する有害生物の潜在的感染源となる。
ビロードモウズイカで普通に見られる他の昆虫は、一般のモウズイカ属の植物を、あるいは特にビロードモウズイカを専門に摂食とする。それらは、Haplothrips verbasci（クダアザミウマ属)、 Gymnaetron tetrum（ゾウムシ科) ( これらの幼虫は種子を食べる) 、および、Cucullia verbasci(ヤガ科)  などである。
有益な昆虫もまた、ビロードモウズイカに発生する。それらは、Galendromus、Typhlodromus、Amblyseiusなどの捕食性ダニ類、Orius tristicolor（サシガメ類) 、Campylomma verbasci（カスミカメムシ科)などを含む。
害虫も益虫も両方共宿主となるこの植物の能力は、コナジラミの捕食者であるCampylomma verbasciやDicyphus hesperus(カスミカメムシ科) のような、他の作物における生物学的コントロールに使われる昆虫の安定した個体群を維持するために潜在的に役立つ 。
害虫の鱗翅目のあるもの、 Papaipema nebris（ヤガ科) や、Strymon melinus(シジミチョウ科)などもまた、ビロードモウズイカを宿主とする。

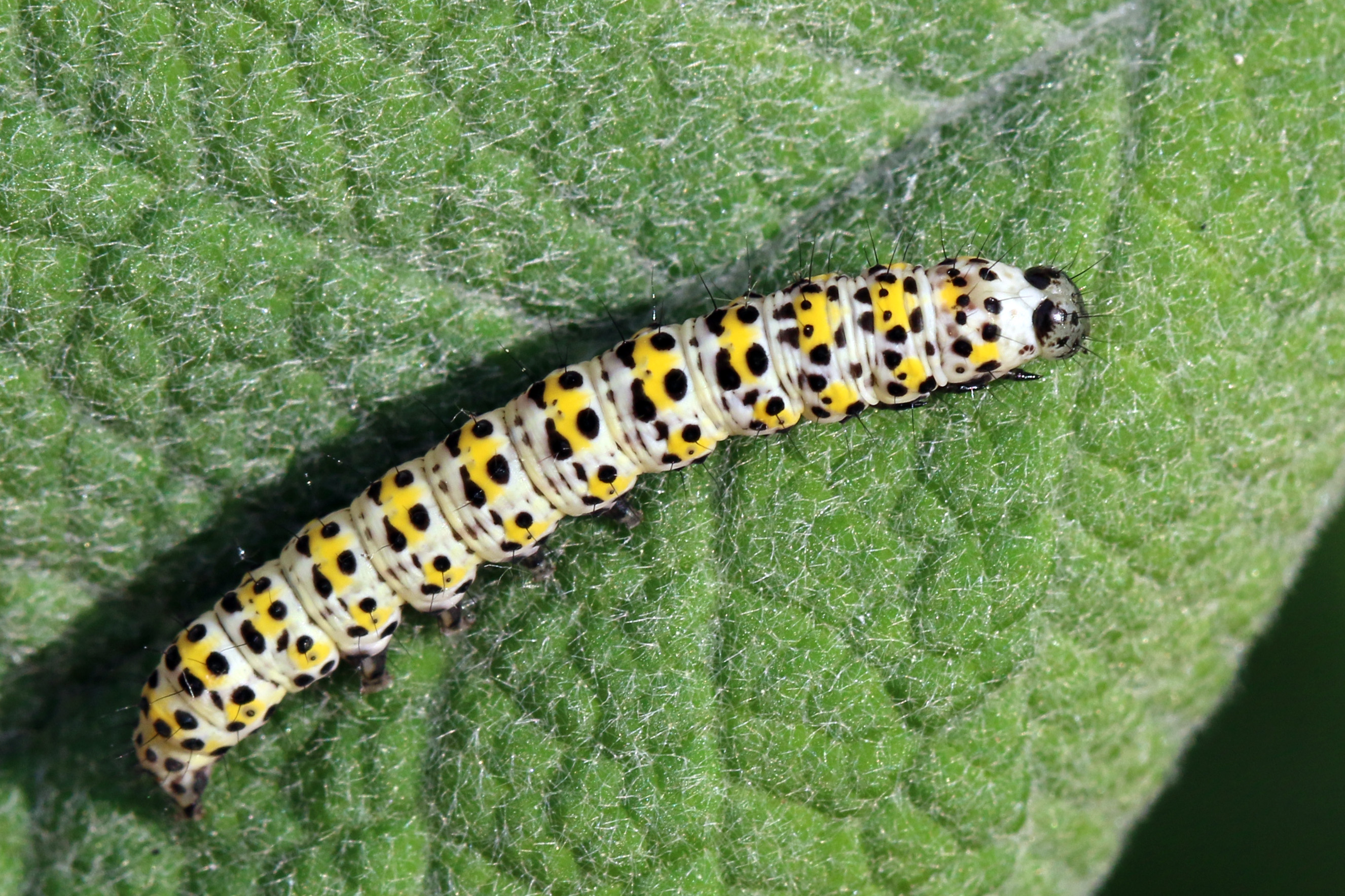
ビロードモウズイカを食べるMullein moth (Cucullia verbasci)の幼虫。

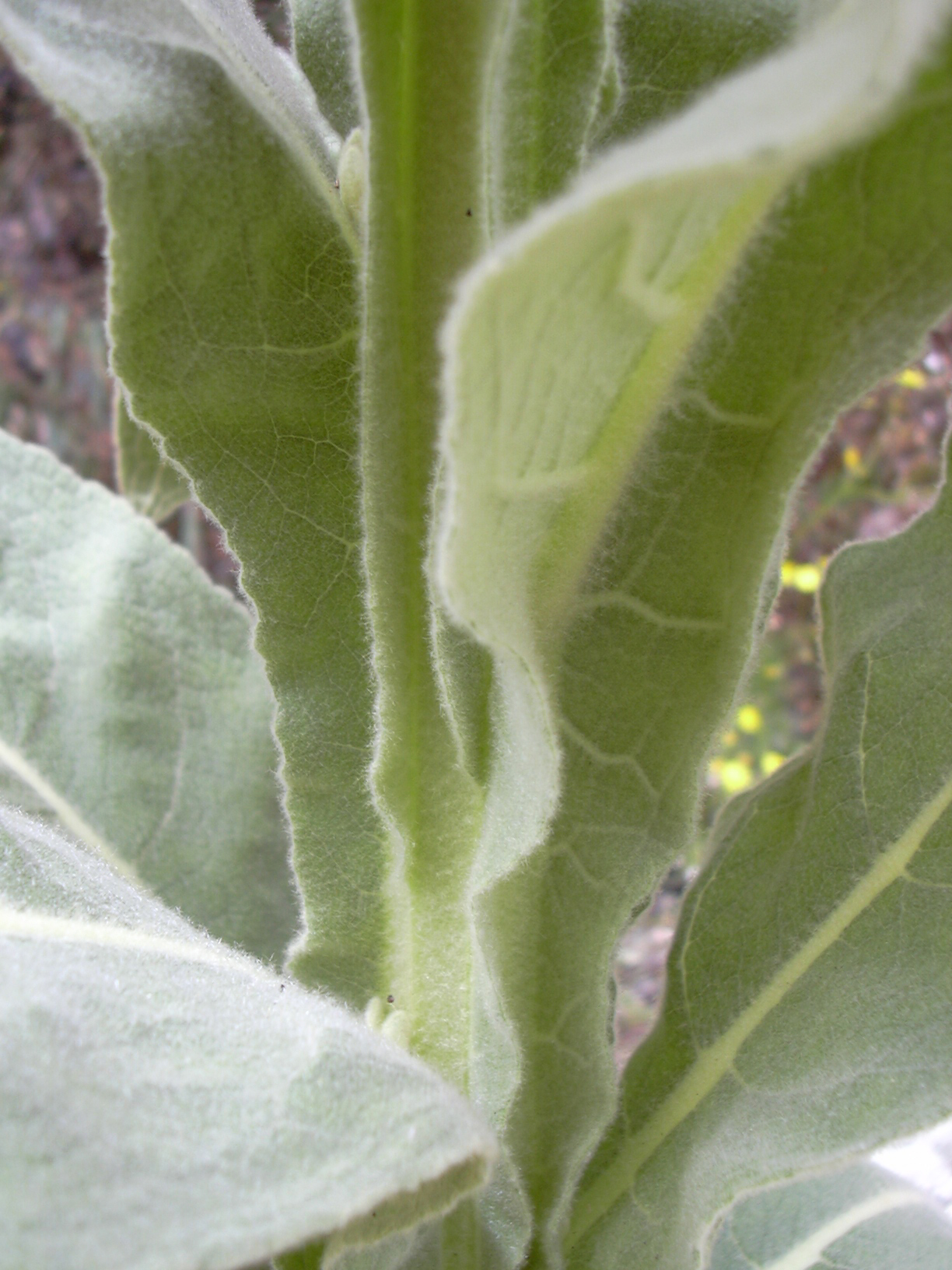
葉も茎も両方共、それらを覆う軟毛により毛織物のような外見を持つ。この毛深さゆえにビロードモウズイカは除草剤や放牧に対する抵抗力がある。

この植物の抑制は、適切な時期に手で引き抜いたり鍬で耕すような機械的な方法による管理が一番良い。できれば続けて在来種を播種することが好ましい。植物全体に生えている不愉快な毛のため、動物はほとんど食べない。そして液体除草剤がこの植物に効果を与えるためには界面活性剤を必要とする。なぜならこの毛により水分はちょうどロータス効果のように植物から流れ落ちてしまうからである。焼却も効果がない。それは新たな発生をもたらす芽ばえのために新しい裸地を作り出すだけにすぎない。
モウズイカ食専門のGymnaetron tetrum（ゾウムシ科)や、Cucullia verbasci（ヤガ科)も、通常はビロードモウズイカの全体的な個体数に対してわずかな影響力しか持たない。
ヤギとニワトリもビロードモウズイカの抑制のために提案されたことがある。グリホサート 、トリクロピル およびスルホメツロンメチル などを含む接触型除草剤は（界面活性剤と共に使用すれば）効果的である。テブチウロンのような土壌型除草剤も効果的であるが、裸地を再生してしまうため、ビロードモウズイカの再成長を妨げるためには繰り返し使用する必要がある。

## 利用
ビロードモウズイカは古代から皮膚や喉や呼吸器の病気などの治療に使われてきた。それは、ある種の粘液、幾種類かのサポニン、クマリン、配糖体などを含むため、特に収斂作用や皮膚軟化剤として長らく医療的評価がある。ディオスコリデスは肺病に対して推奨している。それは現在、健康関連やハーブ関連の店で広汎に入手できる。染料や松明などの医療以外の利用方法もある。

### 医療
ディオスコリデスは2000年前に、呼吸器の病気に対してこの植物を初めて推奨した。これは依然として、特に咳に対して、この植物の主な利用方の一つである。
葉を煎じた物やハーブティが、去痰、肺結核、乾咳、気管支炎、咽頭炎、痔などに用いられた。
その葉は、肺病に対して喫煙医薬品として用いられ、その伝統はアメリカにおいて、アメリカ原住民の人々に素早く伝播した。
彼らはこの土着でない植物をクループに対するシロップを作ることに使った。去痰剤としてのサポニンと保湿剤としての粘液の組合せが、この植物を咳に対して特に効果的にする。飲用としての処方は、不快な毛を除去するために、最終的に濾過しなければならない。
また、ビロードモウズイカのエキスには、毛母細胞のもとになるCD34蛋白質を含む細胞を増やす効果があることが判明し、育毛剤に応用されている。
この花から採れる精油は、ドイツで感冒、腹痛、耳痛、凍傷、湿疹、その他の外傷に用いられた。ビロードモウズイカをベースとした多くの調合の局所適用は、いぼ、癤（せつ）、癰（よう）、痔、しもやけ、などの治療に推奨された。
現代の研究では、ビロードモウズイカは殺菌作用や抗腫瘍作用をもつグリチルリシン化合物を含んでいる。これらの化合物は花に集中している。また、ビロードモウズイカの葉から抽出したエキスにはキサンチンオキシダーゼ活性阻碍作用が見出されている。
異なったエキスは細菌に対して多様なレベルの効果を持つ。ドイツのコミッションEでは、気道炎に対してこの植物の医学的利用を認可している。それはまた、アメリカ国民医薬品集（en:United States Pharmacopeia)、および英国国民医薬品集（British National Formulary）にも収録されている。
ビロードモウズイカは古代から薬用として広く利用されているにもかかわらず、その成分は現代的な分析による精査が十分になされていない。伝統医療としての使用においては、特に好ましくない副作用や過剰使用による問題は報告されておらず、正しい利用法を守る限り、安全に利用できるとされる。ただし、十分なデータがないため、12歳以下の小児に対しての使用は推奨されない。
しかし、その含有量は未知であるものの、種子や葉には、劇物に指定されている物質ロテノン

が含まれていることが報告されている。
また、イスラム文化圏の伝統医学であるユナニー医学においては、薬の悪影響も見られる、とされるレベルの寒性第4度に分類される
。

### その他の利用
古代の多くの薬草と同じように（大プリニウスは彼の著作、博物誌において考察している)
。
その関係性は一般にあいまいだが、ビロードモウズイカは魔術と結び付けられ、また、悪霊や呪いを払うため広汎に利用された。
その種子はサポニン、配糖体、クマリン、ロテノンなどを含み、魚類に対して呼吸困難を引き起こすため、毒流し漁のための魚毒として広く利用されてきた。
その花は緑や黄色に輝く染料を提供し、染髪に用いられてきた。
乾燥した葉と毛は灯心の中に使われ、また断熱を助けるため靴の中に敷く。また、乾燥した茎は蝋や獣脂に浸して松明を作る。
広汎に棲息するゆえに、モウズイカ属の他の種と異なり、この植物はほとんど栽培されない。